# Edwards v. Aguillard
Edwards v.s Aguillard 482 U.S. 578 (1987), est un procès et une décision rendue par la Cour suprême des États-Unis quant à la constitutionnalité de l’enseignement du créationnisme en tant que « science ». La Cour a pris en compte une loi de Louisiane qui exigeait que là où l’évolution était enseignée à l’école publique, la « science créationniste » (bien que cette terminologie ait été cassée par le cas McLean vs Arkansas en 1982) devait également être enseignée. 
La Cour suprême a décidé que cette loi violait la « clause d’établissement » du premier amendement de la Constitution, car elle était formulée de façon à favoriser une religion par rapport à une autre (ou par rapport à l’absence de religion). Elle a par conséquent mis fin à l’enseignement systématique du créationnisme à l’école publique lorsque l’évolution était enseignée.   
En soutien à Aguillard, 72 scientifiques nobelisés, 17 académies des sciences d’État et 7 autres organisations scientifiques ont rédigé des Amicus curiae (opinions) qui décrivaient le créationnisme comme étant composé de principes religieux.